# Unblack metal
Unblack metal is in alle opzichten qua stijl gelijk aan normale black metal, met dezelfde subgenres erin. Het grote verschil is echter dat de teksten, in tegenstelling tot de vaak satanistisch getinte blackmetalteksten, christelijk georiënteerd zijn. Veel blackmetalliefhebbers vinden dit een schande: de ruige stijl zou niet te verenigen zijn met het christelijk geloof.
Een van de eerste echte 'unblack'-metalbands was Horde. Deze band bracht in 1994 de cd Hellig Usvart (Heilig Onzwart) uit. Deze cd was bedoeld als parodie op de Noorse blackmetalscene van die tijd.
Er waren in die tijd nog enkele unblackmetalbands, maar de christelijke metalbands speelden vooral deathmetal en doommetal.
Tegenwoordig moeten veel gelovige metalfans niets meer hebben van de term "unblack metal". Zij weigeren zichzelf in een hokje te doen stoppen. Bovendien heeft niemand minder dan Hellhammer (Mayhem) een brug geslagen naar de reguliere blackmetalscene door twee uitgaven van het religieus getinte album Antestor in te spelen.
In Nederland is de band Slechtvalk een bekende naam binnen de unblack metal.

## Bekende bands uit het genre unblack metal
- Antestor (1991)
- Horde (1994)
- Slechtvalk

## Minder bekende bandnamen
- Vaakevandring
- Crimson Moonlight
- Lengsel
- Dark Endless
- Holy Blood
- Evroclydon
- Armageddon Holocaust
- Hortor
- Mirtharoth
- Azmaveth
- Abdijah